# Cossoine
Cossoine é uma comuna italiana da região da Sardenha, província de Sassari, com cerca de 981 habitantes. Estende-se por uma área de 38 km², tendo uma densidade populacional de 26 hab/km². Faz fronteira com Bonorva, Cheremule, Giave, Mara, Padria, Pozzomaggiore, Romana, Semestene, Thiesi.

## Demografia
| Variação demográfica do município entre 1861 e 2011                               |
|                                                                                   |
| Fonte: Istituto Nazionale di Statistica (ISTAT) - Elaboração gráfica da Wikipedia |